# Ernle Chatfield
Alfred Ernle Montacute Chatfield, 1st Baron Chatfield (Southsea, 27 september 1873 – Farnham Common, 15 november 1967) was een Britse officier in de Royal Navy en was van 1933 tot 1938 First Sea Lord. Hij was voor korte tijd tussen 1939 en 1940 Minister for Coordination of Defence (een soort minister van Defensie).

## Marinecarrière
Chatfield werd geboren in Southsea in Hampshire en was de enige zoon van admiraal Alfred John Chatfield. Hij ging in 1886 bij de Royal Navy. Tijdens de Eerste Wereldoorlog diende hij als vlaggenkapitein aan boord van de HMS Lion en vocht mee tijdens de Slag bij Helgoland in 1914, de Slag bij de Doggersbank in 1915 en de Zeeslag bij Jutland in 1916.
Na de Eerste Wereldoorlog diende hij van 1925 tot 1928 als Third Sea Lord en controller van de marine, van 1929 tot 1930 was hij opperbevelhebber van de Atlantic Fleet en van 1930 tot 1932 van de Mediterranean Fleet.Tot slot was hij van 1933 tot 1938 First Sea Lord. Hij werd in 1930 bevorderd tot admiraal en in 1935 tot Admiral of the Fleet. In 1937 kreeg Chatfield een peerage: Baron Chatfield, of Ditchling in the County of Surrey.

## Minister of Coordination of Defence
In 1939 volgde Lord Chatfield Sir Thomas Inskip op als Minister for Coordination of Defence in de regering van Neville Chamberlain ondanks dat hij geen politieke achtergrond had. In deze rol zijn kijk op Rusland als een mogelijke bondgenoot tegen nazi-Duitsland was dat zij “van aanzienlijke, maar niet van grote militaire waarde zou zijn”.
Chatfield was de voorzitter van de Expert Committee bij de Defence of India die met behulp van het werk van de Auchinleck Committee van 1938 die in 1939 de herbewapening, modernisatie en uitbreiding van het Brits-Indische leger (die groeide van 183.000 man in 1939 tot 2.250.000 man aan het einde van de oorlog) schetste. Hij pleitte er ook voor de hervorming van de Britse economie naar een oorlogseconomie voordat de oorlog in 1939 uitbrak waardoor de binnenlandse consumptie werd verminderd. Maar Oliver Stanley bij de Board of Trade weigerde met het argument dat een dergelijke stap in vredestijd ‘revolutionair’ zou zijn. Chatfield diende als minister tijdens bij de uitbraak van de Tweede Wereldoorlog maar kon maar weinig invloed uitoefenen. Lord Chatfield werd gevraagd om af te treden en zijn post werd afgeschaft.

## Militaire loopbaan
- Cadet: 1886
- Midshipman: november 1888
- Sub-Lieutenant: 27 september 1892
- Lieutenant: 27 maart 1894
- Commander: 1 januari 1904
- Captain: 30 juni 1909
- Rear Admiral: 31 juli 1920
- Vice Admiral: 1 maart 1926
- Admiral: 1 april 1930
- Admiral of the Fleet: 3 mei 1935

## Onderscheidingen
- Ridder Grootkruis in de Orde van het Bad op 1 januari 1934[1]
  - Ridder Commandeur in de Orde van het Bad in 1922
  - Lid in de Orde van het Bad in 1916
- Order of Merit op 2 januari 1939[2]
- Ridder in de Orde van Sint-Michaël en Sint-George op 5 april 1919
  - Lid in de  Orde van Sint-Michaël en Sint-George op 31 mei 1916
- Commandeur in de Koninklijke Orde van Victoria
- Grootkruis in de Orde van de Feniks (Griekenland) in 1933[2]
- Grootkruis in de Orde van Aviz (Portugal) in 1940[2]

- Gemeinsame Normdatei: 1089330286
- International Standard Name Identifier: 0000 0000 6556 6786
- Trove: 871915
- Virtual International Authority File: 91817933
- WorldCat: E39PBJhH6qC9rWhTJpKQQWBtrq